# جلسة مرض نفسي (مسلسل)
جلسة مرض نفسي هو مسلسل تلفزيوني درامي اجتماعي قادم، من إخراج محمود السيد وتأليف مصطفى هادي. يتناول المسلسل قضية الأمراض النفسية وأهمية التعامل معها بجدية، ويسلط الضوء على مجموعة من القضايا الاجتماعية.

## القصة والإنتاج
تدور أحداث المسلسل حول ضرورة أخذ المرض النفسي على محمل الجد. ووفقًا للمؤلف مصطفى هادي، فإن العمل مستوحى من قصص حقيقية لأصدقاء له تأثرت حياتهم بسبب معاناتهم مع الأمراض النفسية. استغرقت عملية كتابة المسلسل حوالي ثمانية أشهر، تلتها فترة عمل وتحضير مع المخرج.
يتكون الموسم الأول من المسلسل من 13 حلقة.

## فريق العمل
المسلسل من بطولة مشتركة لمجموعة من الممثلين الشباب، وهم:
- شاهيستا سعد
- محمد مليحه
- مصطفى هادي
- آمال قطب
- يس
- أحمد طارق
- منصور
- نانسي